# Saint-Martin-d’Oney
Saint-Martin-d’Oney (okzitanisch: Sent Martin d’Onei) ist eine französische Gemeinde mit 1.356 Einwohnern (Stand: 1. Januar 2022) im Département Landes in der Region Nouvelle-Aquitaine. Sie gehört zum Arrondissement Mont-de-Marsan und zum Kanton Mont-de-Marsan-1.

## Geographie
Die Gemeinde Saint-Martin-d’Oney liegt am Südrand der Landes de Gascogne, des größten zusammenhängenden Waldstücks Westeuropas, etwa zwölf Kilometer westnordwestlich des Stadtzentrums von Mont-de-Marsan an der Mündung des Geloux in die Midouze. Nachbargemeinden von Saint-Martin-d’Oney sind Geloux im Norden, Cère im Nordosten, Uchacq-et-Parentis und Campet-et-Lamolère im Osten, Saint-Perdon im Südosten, Campagne und Meilhan im Süden, Saint-Yaguen im Westen und Südwesten, Ousse-Suzan im Westen sowie Ygos-Saint-Saturnin im Nordwesten.

## Bevölkerungsentwicklung
| Jahr                       | 1962 | 1968 | 1975 | 1982 | 1990 | 1999 | 2006 | 2014 | 2021 |
| Einwohner                  | 838  | 845  | 828  | 844  | 868  | 921  | 1087 | 1366 | 1366 |
| Quellen: Cassini und INSEE |      |      |      |      |      |      |      |      |      |

## Sehenswürdigkeiten
- Kirche Saint-Martin
- ehemaliges öffentliches Waschhaus (Lavoir)

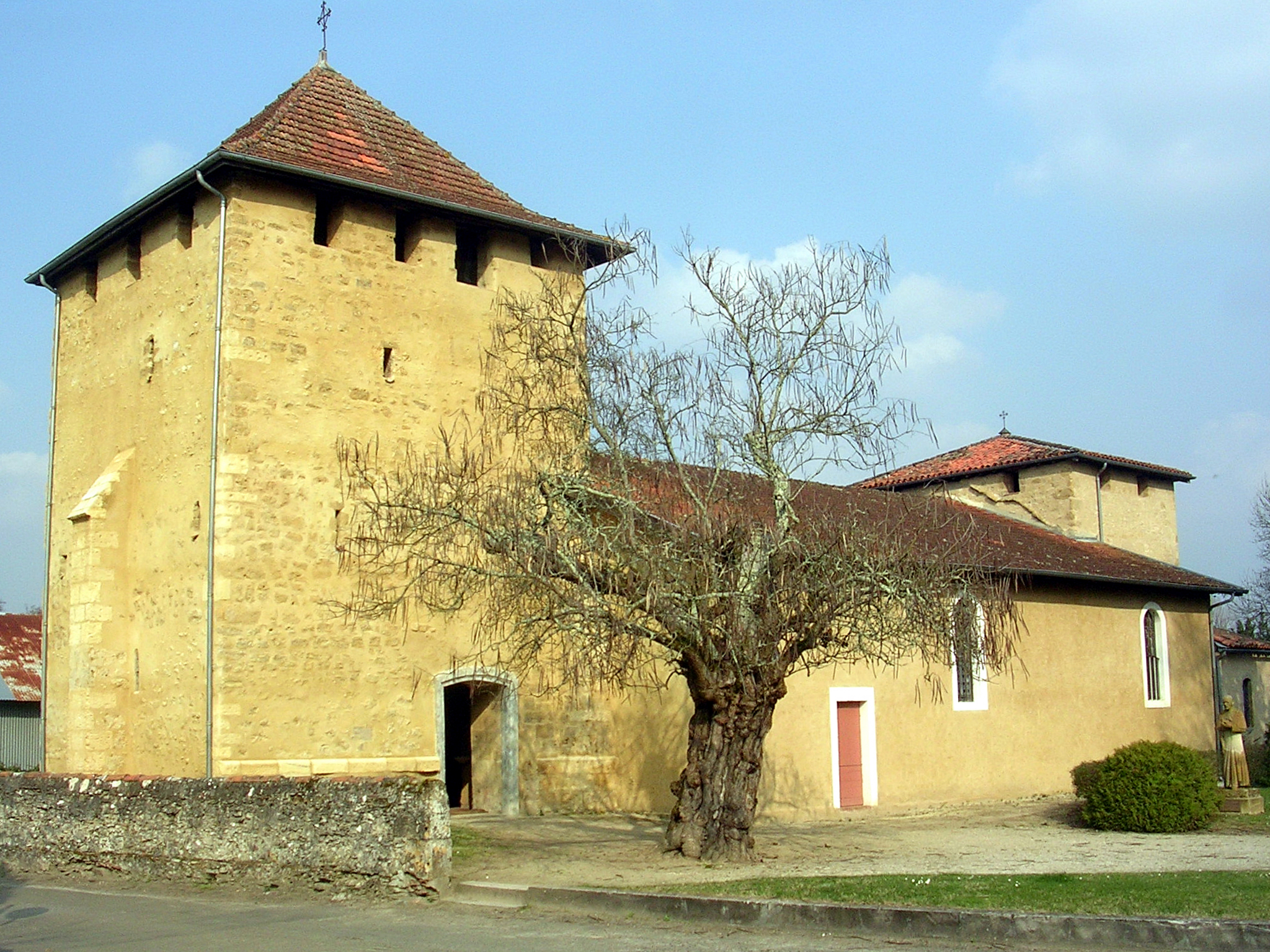
Kirche Saint-Martin
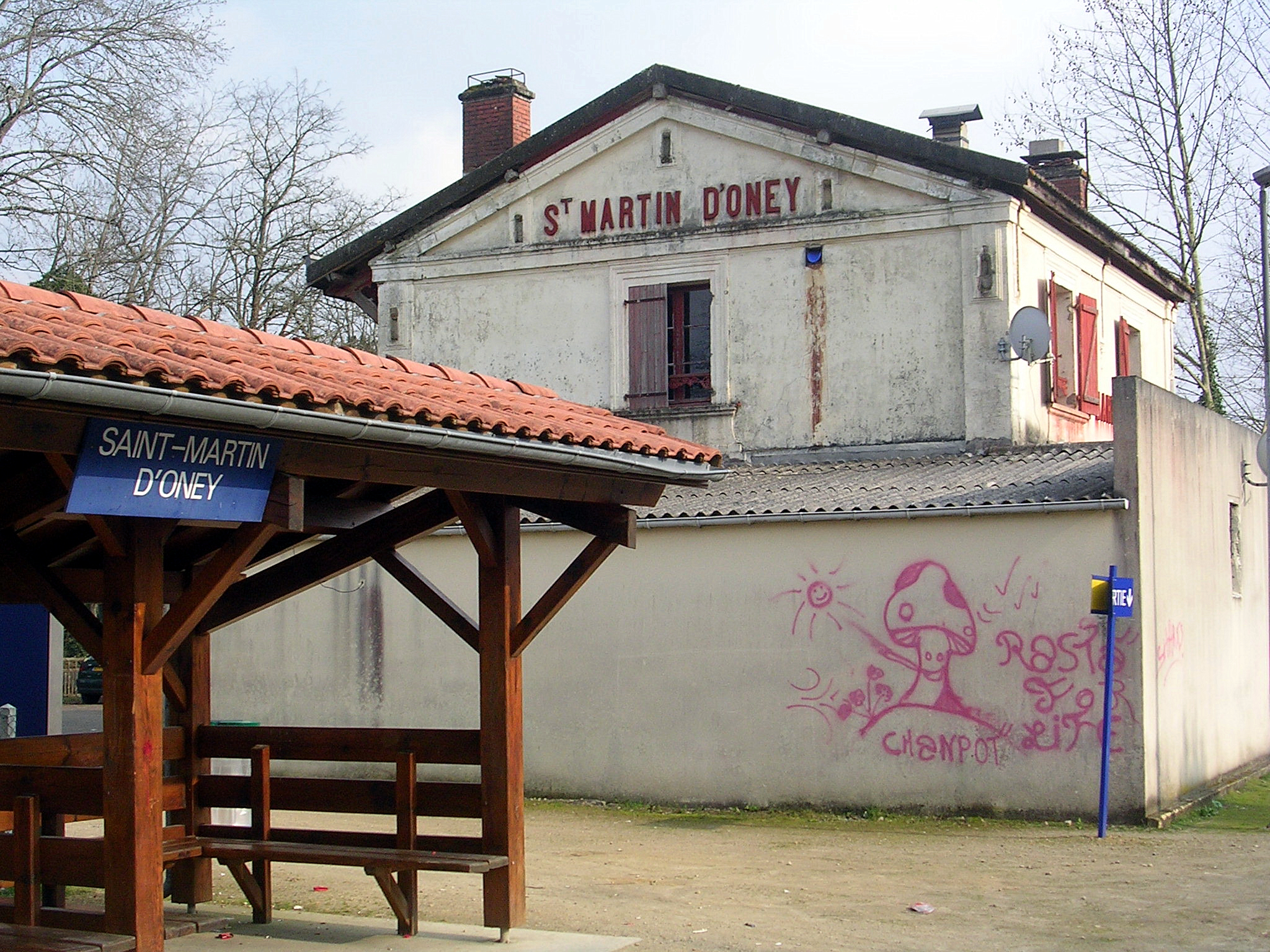
Bahnhof
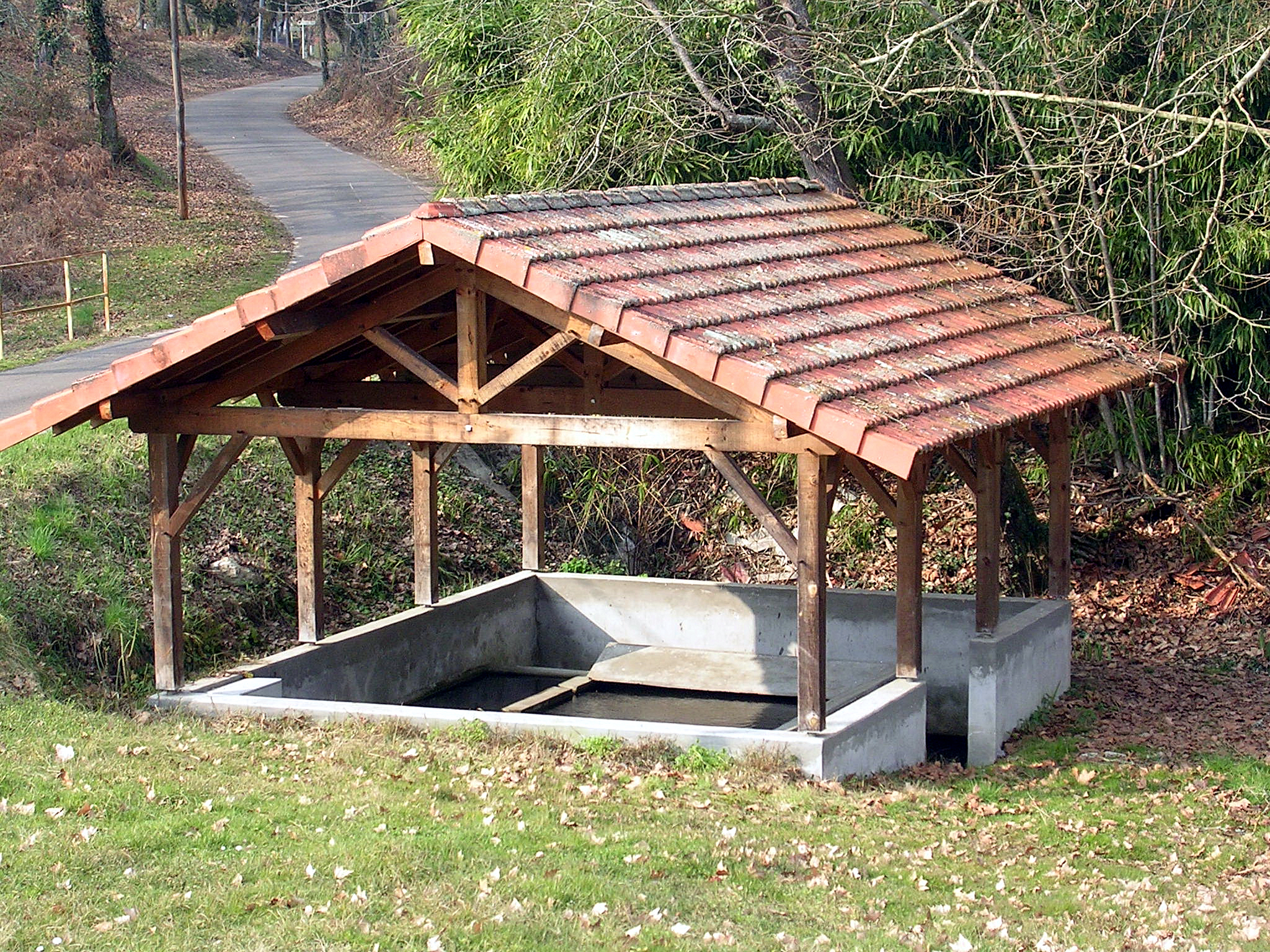
Lavoir

## Verkehr
Saint-Martin-d’Oney hat einen Bahnhalt an der Bahnstrecke Morcenx–Bagnères-de-Bigorre und wird im Regionalverkehr zwischen Bordeaux Saint-Jean und Mont-de-Marsan mit Zügen des TER Nouvelle-Aquitaine bedient.